# Maxwell Tylden Masters
Maxwell Tylden Masters, född den 15 april 1833 i Canterbury, död den 30 maj 1907 i Ealing, var en brittisk botaniker och taxonom.
Den 2 juni 1870 valdes han in i Royal Society.
Auktorsnamnet Mast. kan användas för Maxwell Tylden Masters i samband med ett vetenskapligt namn inom botaniken; se Wikipediaartiklar som länkar till auktorsnamnet.